# AC 트리폴리
AC 트리폴리(아랍어: نادي طرابلس الرياضي)는 트리폴리를 연고로 하는 레바논의 축구단이다. 현재 레바논 프리미어리그에 참가하고 있다.

## 우승
- 레바논 프리미어리그: 2002–03
- 레바논 FA컵: 2002–03, 2014–15
- 레바논 2부 리그: 2010–11

## 선수 명단

### 현역
- 아흐마드 탁툭 (2023 ~ )
- 제임스 이노센트
- 제로니모 로페즈
- 술레이만 아부 제마
- 오마르 케이드
- 이브라힘 압델와하브

## 역대 감독
| 감독      | 임기   |
| --------- | ------ |
| 사드 자밀 | 2021 ~ |

틀:레바논 2부 리그